# 一級国道
一級国道（いっきゅうこくどう）は、1952年（昭和27年）6月10日に公布された道路法によって定められた道路の種類である。1965年（昭和40年）4月1日の道路法改正により一般国道に統合され、廃止された。

## 定義
道路法第5条で「国土を縦貫し、横断し、又は循環して全国的な幹線道路網の枢要部分を構成し、且つ、都道府県庁所在地その他政治・経済・文化上特に重要な都市を連絡する道路」とされ、その路線は政令で指定された。特別な事情がある場合を除き、新設、改築、維持、修繕その他の管理は都道府県知事が行う。
実際の国道路線の指定にあたっては、まず「重要都市」についての考察がなされ、全国の都道府県庁及び北海道支庁所在地は全て重要都市に相当するという前提の上で、地域における各都市の重要性や機能面から検討をした結果、81都市が当該重要都市として選定された。また、全国道路線長については、国土係数理論を採用し、一次目標値として1万8700キロメートルを設定したが、路線ごとの重要性や代替性及び補完性、その他全国的な分散度を含めた調整を重ね、9205キロメートルが最終的に路線候補として確定され、これが一級国道の原形となった。ただし、調整作業には政治的な思慮も含まれてしまうことは避けられず、国道路線の指定にあたってその路線個々の背景事情がある程度加わったことは否めない。

## 路線一覧
一級国道は、1952年（昭和27年）に旧道路法が改正されて現行の道路法が公布されたことに伴い、同年12月「一級国道の路線を指定する政令」の公布によって40路線が定められ、1 - 40号までの1桁又は2桁の路線番号を採番した。その後、二級国道の中から重要性が認められて一級国道に昇格した路線があり、1958年（昭和33年）9月の同政令改正による第二次指定では3路線が、1962年（昭和37年）5月の同政令改正による第三次指定では16路線が追加路線指定され、最終的に57号までの路線番号が割り当てられた。このうち、第三次指定での16号と25号の2路線は、路線の延長に伴う追加路線指定である。また、九州で二級国道として存在していた214号、215号、216号の3路線は、この時に統廃合されて一級国道57号の幹線道路として誕生している。その後、1965年（昭和40年）4月1日の道路法の改正によって、これまでの一級国道、二級国道の区分が廃止されることになり、現在のような一般国道として統合された。
なお、1960年（昭和35年）6月にも「一級国道の路線を指定する政令」の改正が行われているが、このときは路線の追加指定は行われず、1953年（昭和28年）の町村合併促進法施行（いわゆる昭和の大合併）によって数多くの新市町村が生まれた時期でもあり、起点・終点・重要な経過地の記載事項の変更にとどまっている。 

### 第一次指定（1952年）
路線名・起点・終点は、一級国道の路線を指定する政令（昭和27年12月4日政令第477号）に基づく。
| 路線名 | 起点                 | 終点                   | 重要な経過地 | 備考 |
| ------ | -------------------- | ---------------------- | --- | --- |
| 1号    | 東京都中央区         | 大阪市                 | 川崎市（紺屋町） 横浜市 藤沢市 茅ヶ崎市 平塚市 小田原市 三島市 沼津市 吉原市 清水市 静岡市 島田市 磐田市 浜松市 豊橋市 豊川市 岡崎市 安城市 名古屋市 桑名市 四日市市 鈴鹿市（石薬師町） 滋賀県栗太郡草津町 大津市 京都市 枚方市 寝屋川市 守口市 | 1962年（昭和37年）の改正における重要な経過地は、「東京都千代田区（霞ケ関一丁目） 同都港区（芝二木榎西町） 同都品川区（五反田一丁目） 同都大田区（池上本町） 川崎市（紺屋町） 横浜市 藤沢市 茅ケ崎市 平塚市 小田原市 三島市 沼津市 吉原市 富士市 清水市 静岡市 藤枝市 島田市 掛川市 袋井市 磐田市 浜松市 豊橋市 豊川市 岡崎市 安城市 刈谷市 名古屋市 桑名市 四日市市 鈴鹿市（石薬師町） 亀山市 三重県鈴鹿郡関町 滋賀県栗太郡栗東町 草津市 大津市 京都市 枚方市 寝屋川市 守口市」。 |
| 2号    | 大阪市               | 門司市                 | 尼崎市 西宮市 芦屋市 神戸市 明石市 加古川市 姫路市 兵庫県飾麿郡余部村 相生市 岡山市 倉敷市 玉島市笠岡市 福山市 尾道市 三原市 広島県安芸郡海田市町 広島市 岩国市 下松市 徳山市 防府市 山口市 山口県吉敷郡小郡町 下関市                           | |
| 3号    | 門司市               | 鹿児島市               | 小倉市 八幡市 福岡市 佐賀県三養基郡基里村 久留米市 熊本市 八代市 水俣市 阿久根市 川内市 串木野市 | |
| 4号    | 東京都中央区         | 青森市                 | 古河市 宇都宮市 白河市 郡山市 福島市 宮城県名取郡岩沼町 仙台市 古川市 一関市 盛岡市 | |
| 5号    | 函館市               | 札幌市                 | 北海道芽部郡森町 同山越郡長万部町 同虻田郡倶知安町 小樽市 | |
| 6号    | 東京都中央区         | 仙台市                 | 松戸市 土浦市 水戸市 日立市 平市 宮城県名取郡岩沼町 | |
| 7号    | 新潟市               | 青森市                 | 新発田市 鶴岡市 酒田市 秋田市 能代市 大館市 弘前市 | |
| 8号    | 新潟市               | 京都市                 | 三条市 長岡市 柏崎市 新潟県中頸城郡直江津町 魚津市 富山市 高岡市 金沢市 小松市 福井市 武生市 敦賀市 長浜市 滋賀県坂田郡米原町 彦根市 滋賀県栗太郡草津町 大津市                                                                                  | |
| 9号    | 京都市               | 下関市                 | 京都府船井郡須知町 福知山市 鳥取市 米子市 松江市 出雲市 浜田市 益田市 山口市 山口県吉敷郡小郡町 | |
| 10号   | 門司市               | 鹿児島市               | 小倉市 中津市 別府市 大分市 延岡市 日向市 宮崎市 都城市 | |
| 11号   | 徳島市               | 松山市                 | 鳴門市 高松市 坂出市 丸亀市 香川県仲多度郡龍川村 西条市 | |
| 12号   | 札幌市               | 旭川市                 | 岩見沢市 美唄市 北海道空知郡滝川町 | |
| 13号   | 福島市               | 秋田市                 | 米沢市 山形市 新庄市 横手市 | |
| 14号   | 東京都中央区         | 千葉市                 | 市川市 船橋市 | |
| 15号   | 東京都中央区         | 横浜市                 | 川崎市（池田町） | |
| 16号   | 横浜市               | 横須賀市               | | 政令改正（第三次指定、1962年）で路線を延長。 |
| 17号   | 東京都中央区         | 新潟市                 | 浦和市 大宮市 熊谷市 高崎市 前橋市 群馬県利根郡新治村 長岡市 三条市 | |
| 18号   | 高崎市               | 新潟県中頸城郡直江津町 | 上田市 長野市 高田市 | 政令改正（1960年）の時点で、自治体名の変更により終点は直江津市。 |
| 19号   | 名古屋市             | 長野市                 | 春日井市 多治見市 岐阜県土岐郡明世村 中津川市 長野県東筑摩郡塩尻町 松本市 | |
| 20号   | 東京都中央区         | 長野県東筑摩郡塩尻町   | 立川市 八王子市 甲府市 諏訪市 岡谷市 | 政令改正（1960年）の時点で、自治体名の変更により終点は塩尻市。 |
| 21号   | 岐阜県土岐郡明世村   | 滋賀県坂田郡米原町     | 岐阜県稲葉郡厚見村 岐阜市 大垣市 | |
| 22号   | 名古屋市             | 岐阜県稲葉郡厚見村     | 一宮市 | 政令改正（第三次指定、1962年）の時点で、自治体名の変更により終点は岐阜市。 |
| 23号   | 四日市市             | 宇治山田市             | 鈴鹿市（神戸町） 津市 松阪市 | 政令改正（1960年）の時点で、自治体名の変更により終点は伊勢市。 |
| 24号   | 京都市               | 和歌山市               | 宇治市 奈良市 大和高田市 和歌山県伊都郡橋本町 | |
| 25号   | 大阪市               | 奈良市                 | 八尾市 奈良県生駒郡斑鳩町 | 政令改正（第三次指定、1962年）で路線を延長。 |
| 26号   | 大阪市               | 和歌山市               | 堺市 泉大津市 岸和田市 貝塚市 泉佐野市 | |
| 27号   | 敦賀市               | 京都府船井郡須知町     | 小浜市 舞鶴市 綾部市 | 政令改正（1960年）の時点で、自治体名の変更により終点は京都府船井郡丹波町。 |
| 28号   | 神戸市               | 徳島市                 | 明石市 兵庫県津名郡岩屋町 洲本市 兵庫県三原郡福良町 鳴門市 | |
| 29号   | 兵庫県飾磨郡余部村   | 鳥取市                 | 龍野市 兵庫県宍粟郡山崎町 鳥取県八頭郡若桜町 | 政令改正（1960年）の時点で、自治体名の変更により起点は姫路市。 |
| 30号   | 岡山市               | 高松市                 | 玉野市 | |
| 31号   | 広島県安芸郡海田市町 | 呉市                   | 広島県安芸郡天応町 | |
| 32号   | 高松市               | 高知市                 | 坂出市 丸亀市 香川県仲多度郡瀧川村 徳島県三好郡池田町 | |
| 33号   | 高知市               | 松山市                 | 高知県高岡郡越知町 愛媛県上浮穴郡久万町 | |
| 34号   | 佐賀県三養基郡基里町 | 長崎市                 | 佐賀市 佐賀県杵島郡武雄町 大村市 諫早市 | 政令改正（1960年）の時点では、自治体名の変更により起点は鳥栖市。 |
| 35号   | 佐賀県杵島郡武雄町   | 佐世保市               | 佐賀県西松浦郡東有田町 | 政令改正（1960年）の時点では、自治体名の変更により起点は武雄市。 |
| 36号   | 札幌市               | 室蘭市                 | 北海道千歳郡千歳町苫小牧市 北海道幌別郡幌別町 | |
| 37号   | 北海道山越郡長万部町 | 室蘭市                 | 北海道虻田郡豊浦町同有珠郡伊達町 | |
| 38号   | 北海道空知郡滝川町   | 釧路市                 | 北海道空知郡富良野町 帯広市 北海道中川郡豊頃村 同白糠郡白糠町 | 政令改正（1960年）の時点で、自治体名の変更により起点は滝川市。 |
| 39号   | 旭川市               | 網走市                 | 北海道上川郡愛別村 同郡上川町 同紋別郡遠軽町 同常呂郡留辺蕊町 北見市 | |
| 40号   | 旭川市               | 稚内市                 | 北海道上川郡士別町 同郡名寄町 同中川郡美深町 同郡常盤村 同天塩郡天塩町 | |

### 第二次指定（1958年）
路線名・起点・終点は、改正一級国道の路線を指定する政令（昭和33年9月30日政令第281号）に基づく。
| 路線名 | 起点     | 終点   | 重要な経過地                                                                          | 備考 |
| ------ | -------- | ------ | ------------------------------------------------------------------------------------- | --- |
| 41号   | 名古屋市 | 富山市 | 守山市 春日井市 小牧市 犬山市 岐阜県稲葉郡鵜沼町 美濃加茂市 岐阜県益田郡下呂町 高山市 | 二級国道155号名古屋富山線から、一級国道41号に昇格。2年後の改正一級国道の路線を指定する政令（昭和35年6月20日政令第166号）で、重要な経過地欄から守山市が削除されている。 |
| 42号   | 和歌山市 | 津市   | 海南市 有田市 御坊市 田辺市 和歌山県西牟婁郡串本町 新宮市 熊野市 尾鷲市 松阪市        | 二級国道170号和歌山松阪線から、終点を津市に変更した上で一級国道42号に昇格。                                                                                            |
| 43号   | 大阪市   | 神戸市 | 尼崎市（東本町） 西宮市（本町） 芦屋市（平田町）                                      | 二級国道173号大阪神戸線から、一級国道43号に昇格。 |

### 第三次指定（1962年）
路線名・起点・終点は、改正一級国道の路線を指定する政令（昭和37年5月1日政令第184号）に基づく。
| 路線名 | 起点     | 終点   | 重要な経過地 | 備考 |
| ------ | -------- | ------ | --- | --- |
| 16号   | 横浜市   | 横浜市 | 大和市 相模原市 町田市 八王子市 昭島市 狭山市 川越市 大宮市 岩槻市 春日部市 越谷市 野田市 柏市 船橋市 千葉県千葉郡八千代町 千葉市 木更津市 同県君津郡富津町 横須賀市 | 第一次指定からの追加路線延長指定。二級国道127号館山千葉線の一部区間である木更津市 - 千葉市間および、二級国道129号東京環状線を、在来の一級国道16号に統合。 |
| 25号   | 四日市市 | 大阪市 | 鈴鹿市 亀山市 三重県鈴鹿郡関町 上野市 天理市 大和郡山市 柏原市 八尾市                                                                                                | 第一次指定からの追加路線延長指定。二級国道163号大阪四日市線の一部区間である奈良市 - 四日市市間を、在来の一級国道25号に統合。                              |
| 44号   | 釧路市   | 根室市 | 北海道厚岸郡厚岸町 | 二級国道242号釧路根室線から、一級国道44号に昇格。 |
| 45号   | 仙台市   | 青森市 | 塩竈市 石巻市 宮城県本吉郡志津川町 気仙沼市 陸前高田市 大船渡市 釜石市 宮古市 久慈市 八戸市 十和田市 青森県上北郡野辺地町                                            | 二級国道102号八戸弘前線の八戸市 - 十和田市間と、二級国道111号八戸仙台線を統合し、起点を仙台市、終点を青森市に変更した上で一級国道45号に昇格。             |
| 46号   | 盛岡市   | 秋田市 | 岩手県岩下郡雫石町 秋田県仙北郡角館町同郡協和村 | 二級国道105号秋田盛岡線から、起終点を入れ替えた上で一級国道46号に昇格。                                                                                   |
| 47号   | 仙台市   | 酒田市 | 古川市 宮城県玉造郡鳴子町 新庄市 | 二級国道108号石巻酒田線の一部だった古川市 - 酒田市間から、起点を仙台市に変更した上で一級国道47号に昇格。                                                  |
| 48号   | 仙台市   | 山形市 | 東根市 天童市 | 二級国道110号仙台山形線から、一級国道48号に昇格。 |
| 49号   | 平市     | 新潟市 | 郡山市 会津若松市 新潟県東蒲原郡津川町 | 二級国道115号新潟平線から、起終点を入れ替えた上で一級国道49号に昇格。                                                                                     |
| 50号   | 前橋市   | 水戸市 | 桐生市 足利市 佐野市 小山市 結城市 下館市 笠間市 | 二級国道122号前橋水戸線から、一級国道50号に昇格。 |
| 51号   | 千葉市   | 水戸市 | 佐倉市 成田市 佐原市 茨城県鹿島郡鹿島町 | 二級国道123号千葉水戸線から、一級国道51号に昇格。 |
| 52号   | 清水市   | 甲府市 | 山梨県南巨摩郡身延町 韮崎市 | 二級国道141号清水上田線の一部だった清水市 - 韮崎市間から、終点を甲府市に変更した上で一級国道52号に昇格。                                                  |
| 53号   | 岡山市   | 鳥取市 | 津山市 鳥取県八頭郡智頭町 | 二級国道179号岡山鳥取線から、一級国道53号に昇格。 |
| 54号   | 広島市   | 松江市 | 広島県安佐郡可部町 三次市 島根県飯石郡三刀屋町 同県八束郡宍道町 | 二級国道182号広島松江線から、一級国道54号に昇格。 |
| 55号   | 徳島市   | 高知市 | 小松島市 阿南市 徳島県海部郡牟岐町 室戸市 安芸市 南国市 | 二級国道194号高知徳島線から、起終点を入れ替えた上で一級国道55号に昇格。                                                                                   |
| 56号   | 高知市   | 松山市 | 土佐市 須崎市 中村市 宿毛市 宇和島市 大洲市 伊予市 | 二級国道197号松山高知線から、起終点を入れ替えた上で一級国道56号に昇格。                                                                                   |
| 57号   | 大分市   | 長崎市 | 大分県大野郡犬飼町 竹田市 熊本県阿蘇郡阿蘇町 熊本市 宇土市 同県宇土郡三角町 島原市 長崎県南高来郡小浜町 諌早市                                                       | 二級国道214号島原諫早線・二級国道215号島原宇土線・二級国道216号熊本大分線の3路線を統合し、一級国道57号に昇格。                                            |

## その後の経過

### 道路法改正後の国道指定について
道路法改正によって二級国道と統合されて一般国道となった後は、下記の国道58号（一般国道58号）の例外を除き、二級国道で指定されていた271号以降の三桁の番号が採番されて、国道の追加路線が新設されている。

### 二桁国道の例外
1972年（昭和47年）5月15日の沖縄の日本への返還に際して、それまであった一、二桁国道は1号から57号までとなっていたが、このときに限って特例で沖縄県内に新たに二桁国道が指定されることになり、58号が指定されている。